# Linda Darnell
Linda Darnell (Dallas, Texas, 16 de outubro de 1923 – Glenwiew, Illinois, 10 de abril de 1965) foi uma atriz de cinema estadunidense.

## Biografia
Monetta Eloyse Darnell nasceu em Dallas, Texas, entre os 5 filhos de Calvin Darnell e Pearl Brown, e foi um modelo desde os 11 anos, estreando no teatro aos 13 anos. Foi descoberta por um caçador de talentos de Hollywood, e aos 15 anos assinou um contrato com a 20th Century Fox, passando a fazer vários papéis coadjuvantes a partir de então. Fez seu primeiro filme, Hotel for Women, em 1939, trabalhando a seguir em The Mark of Zorro (1940), Blood and Sand (1941), Hangover Square (1945) e My Darling Clementine (1946). Em 1943, ele interpretou, não-creditada, a Virgem Maria no filme The Song of Bernadette.
Em 1947, Darnell foi a vencedora para o papel principal no filme Forever Amber, baseado em um romance que havia sido denunciado como imoral para a época. A personagem, Amber, que era assim chamada devido à sua cor, foi o único filme em que Darnell – normalmente conhecida pela sua aparência latina, aparecia com os cabelos vermelhos. A publicidade da época comparou o romance Forever Amber com Gone with the Wind.

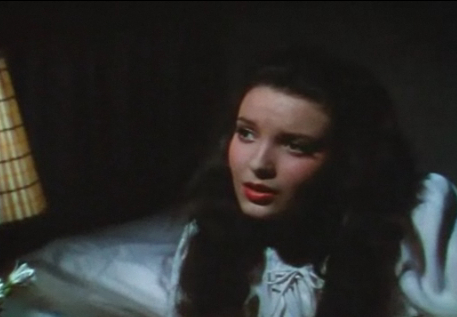
Linda Darnell em Blood and Sand (1941)

A procura da atriz para o papel de Amber, uma bela mulher que usa os homens para enriquecer, na Inglaterra do século XVII, foi inspirada pelo extenso processo da escolha de Vivien Leigh para o papel de Scarlett O'Hara. Mas o filme não correspondeu à grande expectativa que era feita em torno de sua produção.
No ano seguinte, Darnell interpretou Daphne de Carter na comédia de Preston Sturges, Unfaithfully Yours (1948), também estrelado por Rex Harrison, e intepretou uma das três esposas em A Letter to Three Wives (1949).
A partir de então, sua carreira começou a declinar e, à parte o papel ao lado de Richard Widmark e Sidney Poitier em No Way Out (1950), seus filmes posteriores raramente foram reconhecidos, e seus papéis cada vez mais esporádicos.
Alguns fatores do declínio da atriz foram o alcoolismo e o ganho de peso. Seu último trabalho  foi em uma peça produzida em Atlanta, em 1965.

## Vida pessoal e carreira
Darnell foi casada com o cameraman J. Peverell Marley de 1943 a 1952, com Philip Leibmann de 1954 a 1955, e com o piloto Merle Roy Robertson de 1957 a 1963. Darnell e seu primeiro marido adotaram uma filha, Charlotte Mildred "Lola" Marley, que foi a única filha da atriz.

## Morte
Darnell morreu em 10 de abril de 1965, aos 41 anos, devido a queimaduras que tivera em um incêndio numa casa, onde estava com amigos, preparando-se para um papel numa peça em Chicago. Seu filme de 1940, Star Dust, havia passado na televisão na noite do incêndio, e aventou-se a possibilidade de ela ter deixado o cinzeiro cair enquanto assistia o filme. Alguns repórteres defenderam a hipótese de que ela estava intoxicada e desapontada com sua carreira, mas o biógrafo Ronald L. Davis, em seu livro Hollywood Beauty, escreveu que não há evidências de que isso seja verdade, ou que Darnell tenha sido responsável pela ocorrência. Pelo seu relato, Darnell havia queimado 90% de seu corpo, provavelmente por causa da tentativa de pular a janela, como as amigas de sua filha já haviam feito, e alcançar a porta. Ela a alcançou, mas a maçaneta estava quente demais para ser tocada.
Suas cinzas foram enterradas no Cemitério Union Hill, Chester County, Pensilvânia. Por sua contribuição para o cinema, Linda Darnell tem uma estrela na Calçada da Fama, em 1631 Vine Street.

## Filmografia
| Filmes    | Filmes                                   | Filmes                      | Filmes                                            | Filmes                                          |
| Ano       | Filme                                    | Papel                       | Tradução                                          | Notas                                           |
| --------- | ---------------------------------------- | --------------------------- | ------------------------------------------------- | ----------------------------------------------- |
| 1939      | Hotel for Women                          |                             |                                                   | 1º filme                                        |
| 1939      | Day-Time Wife                            | Jane Norton                 |                                                   |                                                 |
| 1940      | Star Dust                                | Carolyn Sayres              |                                                   |                                                 |
| 1940      | Brigham Young                            | Zina Webb - The Outsider    | O filho dos deuses                                | título alternativo: Brigham Young: Frontiersman |
| 1940      | The Mark of Zorro                        | Lolita Quintero             | br: A Marca do Zorro                              |                                                 |
| 1940      | “Chad Hanna”                             |                             |                                                   |                                                 |
| 1941      | Blood and Sand                           | Carmen Espinosa             | br: Sangue e Areia                                |                                                 |
| 1941      | Rise and Shine                           | Louise Murray               |                                                   |                                                 |
| 1941      | Meet the Stars: Hollywood Meets the Navy |                             |                                                   | Curta-metragem                                  |
| 1942      | The Loves of Edgar Allan Poe             | Virginia Clemm              |                                                   |                                                 |
| 1943      | The Song of Bernadette                   | Virgem Maria                | br/pt: A Canção de Bernadette                     | Não-creditada                                   |
| 1943      | City Without Men                         | Nancy Johnson               |                                                   | Título alternativo: Prison Farm                 |
| 1943      | “Show Business at War”                   |                             |                                                   | Curta-metragem                                  |
| 1944      | Buffalo Bill                             | Dawn Starlight              | br: Buffalo Bill/ pt:As Aventuras de Buffalo Bill |                                                 |
| 1944      | It Happened Tomorrow                     | Sylvia Smith/Sylvia Stevens |                                                   |                                                 |
| 1944      | Sweet and Low-Down                       | Trudy Wilson                |                                                   |                                                 |
| 1944      | Summer Storm                             |                             |                                                   |                                                 |
| 1945      | Hangover Square                          | Netta Longdon               |                                                   |                                                 |
| 1945      | Fallen Angel                             | Stella                      | br: Anjo ou Demônio?/ pt:Anjo ou Demônio          |                                                 |
| 1945      | The All-Star Bond Rally                  |                             |                                                   | Curta-metragem                                  |
| 1945      | The Great John L.                        |                             |                                                   |                                                 |
| 1946      | Anna and the King of Siam                | Tuptim                      | br/pt:Ana e o Rei do Sião                         |                                                 |
| 1946      | Centennial Summer                        | Edith Rogers                | br: Noites de verão                               |                                                 |
| 1946      | My Darling Clementine                    | Chihuahua                   | br: Paixão dos Fortes/ pt:A Paixão dos Fortes     |                                                 |
| 1947      | Forever Amber                            | Amber St. Clair             |                                                   |                                                 |
| 1948      | Unfaithfully Yours                       | Daphne De Carter            |                                                   |                                                 |
| 1948      | The Walls of Jericho                     |                             |                                                   |                                                 |
| 1949      | A Letter to Three Wives                  | Lora Mae Hollingsway        |                                                   |                                                 |
| 1949      | Slattery's Hurricane                     | Mrs. Aggie Hobson           |                                                   |                                                 |
| 1949      | Everybody Does It                        |                             |                                                   |                                                 |
| 1950      | Two Flags West                           | Elena Kenniston             | br: Entre Dois Juramentos                         |                                                 |
| 1950      | No Way Out                               | Edie Johnson                |                                                   |                                                 |
| 1951      | The 13th Letter                          | Denise Turner               |                                                   |                                                 |
| 1951      | The Guy Who Came Back                    | Dee Shane                   |                                                   |                                                 |
| 1951      | The Lady Pays Off                        |                             |                                                   |                                                 |
| 1952      | Saturday Island                          | Lt. Elizabeth Smythe        |                                                   |                                                 |
| 1952      | Blackbeard the Pirate                    | Edwina Mansfield            |                                                   |                                                 |
| 1952      | Island of Desire                         |                             |                                                   |                                                 |
| 1952      | Night Without Sleep                      |                             |                                                   |                                                 |
| 1953      | Second Chance                            | Clare Shepperd/ Sinclair    |                                                   |                                                 |
| 1953      | Angels of Darkness                       |                             |                                                   |                                                 |
| 1954      | This Is My Love                          | Vida Dove                   |                                                   |                                                 |
| 1954      | The Last Five Minutes                    |                             |                                                   |                                                 |
| 1955      | It Happens in Roma                       | Renata Adorni               |                                                   | Título alternativo: The Last Five Minutes       |
| 1956      | Dakota Incident                          | Amy Clarke                  | br: O Código das Armas                            |                                                 |
| 1957      | Zero Hour!                               | Ellen Stryker               |                                                   |                                                 |
| 1957      | Homeward Borne                           |                             |                                                   |                                                 |
| 1963      | The Castilian                            |                             |                                                   |                                                 |
| 1965      | Black Spurs                              | Sadie                       |                                                   |                                                 |
| Televisão |                                          |                             |                                                   |                                                 |
| Ano       | Título                                   | Papel                       | Tradução                                          | Notas                                           |
| 1956      | The 20th Century Fox Hour                | Lily Martyn                 |                                                   | 1 episódio                                      |
| 1956      | Screen Director's Playhouse              | Ellen                       |                                                   | 1 episódio                                      |
| 1958      | Playhouse 90                             | Meg Lyttleton               |                                                   | 1 episódio                                      |
| 1958      | Climax!                                  | Helen Randall               |                                                   | 1 episódio                                      |
| 1958      | Wagon Train                              | Dora Gray Fogelberry        |                                                   | 2 episódios                                     |
| 1959      | 77 Sunset Strip                          | Zina Felice                 |                                                   | 1 episódio                                      |
| 1964      | Burke's Law                              | Monica Crenshaw             |                                                   | 1 episódio                                      |